# 애인 있어요 (드라마)
《애인 있어요》는 2015년 8월 22일부터 2016년 2월 28일까지 방영된 SBS 주말 특별기획 드라마이다.

## 방송 시간
| 방송 채널 | 방송 기간                         | 방송 시간               | 방송 분량  |
| --------- | --------------------------------- | ----------------------- | ---------- |
| SBS       | 2015년 8월 22일 ~ 2016년 2월 7일  | 토, 일 밤 10:00 ~ 11:10 | 1시간 10분 |
| SBS       | 2016년 2월 13일 ~ 2016년 2월 28일 | 토, 일 밤 9:55 ~ 11:10  | 1시간 15분 |

## 줄거리
상위 1%의 삶을 향해 오직 세상의 갑들을 위해서만 헌신하며 살았던 못돼 먹은 냉혈녀 변호사 도해강(독고온기), 생존을 위해 갑의 횡포에 맞서려다 생명까지 위험해진 만삭의 미혼모 독고용기. 일란성 쌍둥이인 두 사람은 부모의 이혼으로 각각 극과 극의 환경에서 살아오다 절망의 끝에서 30년만에 운명적으로 재회하게 된다.
해강은 딸의 죽음으로 인해 남편과의 사이가 점점 벌어지지만 여전히 사랑하는 남편과의 관계를 회복하려고 노력한다. 하지만 진언은 딸을 잊은 듯 보이는 해강을 도저히 이해할 수도, 받아들일 수도 없다. 그때 오랫동안 사랑했었다며 다가오는 후배 설리의 유혹에 조금씩 무너지게 된다.
그후 진언과 이혼한 해강은 우연한 사건에 얽히게 되면서 벼랑으로 떨어지는 사고를 당하게 되고, 그 일로 정신이 나간 상태로 길을 헤매다가 백석에게 발견된다. 기억을 모두 잃은 해강은 백석의 말에 의해 자신을 독고용기라 생각하며 살아가게 된다. 그렇게 4년의 세월이 흐른 뒤 해강은 밝고 씩씩하게 백석의 변호사 사무실에서 사무장으로 어려운 사람들을 도우며 어느 때보다 행복하게 살아가고 있다.
어느 날 해맑게 변한 독고용기로 살아가는 해강과 외국에서 공부를 마치고 돌아온 진언은 우연히 마주치게 된다.

## 등장인물

### 주요 인물
- 김현주 : 도해강(독고온기) 역 - 진언의 아내. 기업변호사. 용기의 쌍둥이 언니.
- 김현주 : 독고용기 역 - 해강의 쌍둥이 동생, 우주 엄마
- 지진희 : 최진언 역 - 해강의 남편, 천년제약 아들
- 박한별 : 강설리 역 - 진언의 후배
- 이규한 : 백석 역 - 용기의 첫사랑, 변호사

### 최진언의 가족
- 독고영재 : 최만호 역 - 진언의 아버지
- 나영희 : 홍세희 역 - 진언의 어머니
- 공형진 : 민태석 역 - 진리의 남편
- 백지원 : 최진리 역 - 진언의 이복누나

### 독고 자매의 가족
- 김청 : 김규남 역 - 온기, 용기 자매의 어머니
- 김하유 : 독고우주 역 - 독고용기의 딸

### 백석의 가족
- 최정우 : 백준상 역 - 백석의 아버지
- 서지희 : 백지 역 (어린 백지 : 박하영) - 본명 장수영
- 서동현 : 백현 역
- 신수연 : 백조 역 (어린 백조 : 이채미)
- 김도엽 : 백범 역
- 안정우 : 백준 역

### 그 밖의 주변 인물
- 이재윤 : 민규석 역 - 태석의 동생, 소아과 의사(난치병 전문의)
- 서동원 : 고현우 역 - 진언의 친구
- 이승형 : 김학수 역 - 전직 PD, 천년제약 간부
- 장원영 : 변강석 역 - 용기의 직속 부장
- 김호창
- 강서준 : 용기의 직장동료
- 김보정 : 송미애 역 - 용기의 직장 후배
- 이재우 : 김선룡 역 - 용기의 약혼자
- 손건우 : 백석변호사사무소 사무장 역
- 여운복 : 김선호 검사 역
- 손세빈 : 하서준 역

### 특별 출연
- 강부자 : 남초록 역 - 용기의 할머니
- 선우재덕 : 독고지훈 역 - 용기의 아빠

### 그 외 인물
- 이상훈 : 태석의 지시로 용기 감시하던 남자 역
- 황민호 : 테라코프 부작용 재판 원고의 남편 역
- 이시원 : 테라코프 부작용 재판 원고 이혜주 역
- 이지연
- 한동환 : 테라코프 부작용 재판 원고측 변호사 역
- 서보익
- 안성건
- 강준석
- 김용완
- 조하린
- 박정민
- 이원장
- 한여울
- 오은찬 : 용기네 가게에서 물건 훔치던 꼬마 역
- 이영서
- 김동균 : 설리 사는 집 주인 역
- 김명진
- 강정구
- 김윤주
- 지성근 : 엘리베이터 고장 역
- 김수홍 : 회장실에 특허증 가져다 준 직원 역
- 민정현
- 신아정
- 서정하
- 김미경
- 백경민
- 안성훈
- 정호
- 이윤상
- 한그림
- 이창 : 임금체불건 백석 고객 역
- 민무제 : 임금체불한 사장 역
- 홍승범 : 담당주치의 역
- 정동규
- 김종호 : 119 구조원 역
- 서광재 : 사설 금고 관리인 역
- 장문석 : CF감독 역
- 김광인 : 의사 역
- 김태영
- 홍원표
- 장세현 : 금강산 역
- 홍성숙 : 송 간사 역
- 서호철
- 민준호
- 이원장
- 하다영

## 시청률
아래의 파란색 숫자는 '최저 시청률'이고, 빨간색 숫자는 '최고 시청률'입니다. 시청률조사회사와 지역별로 시청률에 차이가 있을 수 있습니다. 
| 2015년 | 2015년    | 2015년         | 2015년       | 2015년         | 2015년       |
| 회차   | 방송일    | TNmS 시청률    | TNmS 시청률  | AGB 시청률     | AGB 시청률   |
| 회차   | 방송일    | 대한민국(전국) | 서울(수도권) | 대한민국(전국) | 서울(수도권) |
| ------ | --------- | -------------- | ------------ | -------------- | ------------ |
| 제1회  | 8월 22일  | 4.1%           | 5.3%         | 6.4%           | 7.6%         |
| 제2회  | 8월 23일  | 4.1%           | 4.8%         | 5.1%           | 5.7%         |
| 제3회  | 8월 29일  | 4.2%           | 4.4%         | 5.2%           | 5.3%         |
| 제4회  | 8월 30일  | 3.5%           | 3.6%         | 3.9%           | 3.9%         |
| 제5회  | 9월 5일   | 4.9%           | 5.0%         | 5.4%           | 5.4%         |
| 제6회  | 9월 6일   | 4.4%           | 4.5%         | 5.3%           | 5.3%         |
| 제7회  | 9월 12일  | 4.4%           | 4.6%         | 5.4%           | 5.2%         |
| 제8회  | 9월 13일  | 3.7%           | 3.8%         | 5.3%           | 5.2%         |
| 제9회  | 9월 19일  | 4.3%           | 4.6%         | 5.7%           | 5.4%         |
| 제10회 | 9월 20일  | 5.0%           | 5.2%         | 6.6%           | 6.4%         |
| 제11회 | 10월 3일  | 4.8%           | 5.6%         | 7.0%           | 7.8%         |
| 제12회 | 10월 4일  | 5.1%           | 5.9%         | 7.1%           | 7.8%         |
| 제13회 | 10월 10일 | 4.7%           | 6.0%         | 7.1%           | 8.5%         |
| 제14회 | 10월 11일 | 5.4%           | 6.1%         | 7.1%           | 8.4%         |
| 제15회 | 10월 17일 | 5.2%           | 6.3%         | 7.6%           | 8.6%         |
| 제16회 | 10월 18일 | 5.9%           | 6.9%         | 7.2%           | 8.4%         |
| 제17회 | 10월 24일 | 5.4%           | 6.9%         | 7.6%           | 9.1%         |
| 제18회 | 10월 25일 | 6.2%           | 6.7%         | 7.6%           | 9.1%         |
| 제19회 | 10월 31일 | 5.4%           | 6.3%         | 7.5%           | 8.8%         |
| 제20회 | 11월 1일  | 5.1%           | 6.6%         | 8.1%           | 9.6%         |
| 제21회 | 11월 7일  | 6.5%           | 7.7%         | 8.0%           | 9.4%         |
| 제22회 | 11월 14일 | 6.8%           | 7.5%         | 9.8%           | 11.6%        |
| 제23회 | 11월 21일 | 8.0%           | 8.7%         | 11.2%          | 13.1%        |
| 제24회 | 11월 22일 | 5.8%           | 6.3%         | 7.6%           | 8.8%         |
| 제25회 | 11월 28일 | 4.6%           | 5.7%         | 6.8%           | 7.8%         |
| 제26회 | 11월 29일 | 4.7%           | 5.6%         | 7.4%           | 8.3%         |
| 제27회 | 12월 5일  | 4.8%           | 5.7%         | 7.3%           | 8.8%         |
| 제28회 | 12월 6일  | 4.5%           | 5.8%         | 7.4%           | 8.6%         |
| 제29회 | 12월 12일 | 5.2%           | 6.4%         | 7.3%           | 8.0%         |
| 제30회 | 12월 13일 | 5.5%           | 6.3%         | 7.9%           | 9.0%         |
| 제31회 | 12월 19일 | 4.6%           | 5.5%         | 7.1%           | 7.9%         |
| 제32회 | 12월 20일 | 4.6%           | 5.7%         | 7.4%           | 8.4%         |
| 제33회 | 12월 26일 | 3.8%           | 4.9%         | 6.7%           | 7.8%         |
| 2016년 |           |                |              |                |              |
| 제34회 | 1월 2일   | 4.3%           | 5.4%         | 6.6%           | 7.3%         |
| 제35회 | 1월 3일   | 4.3%           | 5.5%         | 7.2%           | 8.3%         |
| 제36회 | 1월 9일   | 4.3%           | 5.0%         | 6.2%           | 6.9%         |
| 제37회 | 1월 10일  | 4.0%           | 4.6%         | 6.7%           | 7.4%         |
| 제38회 | 1월 17일  | 4.6%           | 5.5%         | 6.3%           | 7.2%         |
| 제39회 | 1월 23일  | 8.5%           | 9.8%         | 11.4%          | 13.1%        |
| 제40회 | 1월 24일  | 3.6%           | 4.7%         | 5.9%           | 6.9%         |
| 제41회 | 1월 30일  | 4.4%           | 4.7%         | 5.5%           | 5.8%         |
| 제42회 | 1월 31일  | 3.8%           | 4.9%         | 5.3%           | 6.2%         |
| 제43회 | 2월 7일   | 3.1%           | 3.5%         | 4.3%           | 4.8%         |
| 제44회 | 2월 7일   | 6.6%           | 7.6%         | 8.3%           | 9.1%         |
| 제45회 | 2월 13일  | 3.6%           | 4.7%         | 5.2%           | 6.1%         |
| 제46회 | 2월 14일  | 3.8%           | 4.0%         | 5.8%           | 5.9%         |
| 제47회 | 2월 20일  | 4.2%           | 5.7%         | 6.8%           | 8.3%         |
| 제48회 | 2월 21일  | 3.6%           | 4.8%         | 5.7%           | 6.7%         |
| 제49회 | 2월 27일  | 3.9%           | 5.1%         | 5.7%           | 6.9%         |
| 제50회 | 2월 28일  | 4.1%           | 4.5%         | 5.8%           | 6.2%         |

## 결방 사유 및 편성 변경
- 2015년 9월 26일 : 추석 특집방송 《심폐소생송》으로 인해 결방하였다.[3][4]
- 2015년 9월 27일 : 추석 특선영화 《기술자들》로 인해 결방하였다.[4][5]
- 2015년 11월 8일 : 《2015 프리미어 12》 한국 대 일본 경기 중계로 인해 결방하였다.[6]
- 2015년 11월 15일 : 《2015 프리미어 12》 예선 5차전 한국 VS 미국 경기 생중계로 인해 결방하였다.[7]
- 2015년 12월 27일 :《2015 SBS 가요대전》 방송관계로 인한 결방하였다.[8]
- 2016년 1월 16일 : SBS스포츠 《2016 브라질 리우올림픽 최종예선 - 대한민국 : 예맨》전 경기 중계로 인한 결방하였다.[9]
- 2016년 2월 6일 : 설날특집 아이돌 생존쇼 사장님이 보고있다 방송으로 인한 결방하였다.[10]
- 2016년 2월 7일 : 밤 10시부터 2회 연속방송 (43회, 44회)

## 수상
- 2015년 APAN스타어워즈 장편 부문 여자 최우수상 김현주
- 2015년 제23회 대한민국문화연예대상 드라마부문 여자 최우수 연기상 김현주
- 2015년 SBS 연기대상 베스트 커플상/ 10대 스타상/ 네티즌 인기상/ 장편드라마 부문 여자 최우수연기상 김현주
- 2015년 SBS 연기대상 장편드라마 부문 여자 특별연기상 박한별
- 2015년 SBS 연기대상 베스트 커플상. 10대 스타상 지진희

## 동시간대 드라마
- 《여왕의 꽃》 (MBC TV, 2015년 3월 14일 ~ 2015년 8월 30일)
- 《내 딸, 금사월》 (MBC TV, 2015년 9월 5일 ~ 2016년 2월 28일)
- 《장영실》 (KBS 1TV, 2016년 1월 2일 ~ 2016년 3월 27일)

## 참고 사항
- 극중 도해강과 김규남 역을 맡았던 김현주와 김청은 《바보엄마》가 종영한지 3년만에 재회하였다.